# Contragere
În lingvistică, contragerea este, în sens larg, reducerea cantitativă a unor entități precum cuvinte, grupuri de cuvinte, propoziții sau fraze. Fenomenul poate fi sincronic sau diacronic, ținând de fonetică, de etimologie, de lexicologie și de gramatică (morfologie, sintaxă). Uneori privește nu numai unul din aceste domenii.
Unii autori limitează noțiunea de contragere la schimbările fonetice care implică o reducere cantitativă a cuvintelor, precum afereza, sincopa, apocopa, eliziunea, sinereza, coalescența etc.. Alții o folosesc și referitor la fenomene sintactice: elipsa prin omiterea de cuvinte din sintagme, propoziții sau fraze; elipsa prin omiterea de propoziții din fraze sau dialoguri; transformarea unei fraze în propoziție prin reducerea unei propoziții la o parte de propoziție.
Motivațiile contragerii sunt în general dorința de a fluidiza vorbirea, tendința către economie, evitarea redundanței. Atât în vorbirea obișnuită, cât și în literatură, contragerea gramaticală poate avea și scopul de a face enunțurile cât mai expresive.

## Fenomene fonetice

### Afereza
Pentru mai multe detalii, vedeți Afereză.
Afereza este o schimbare fonetică de contragere care constă în căderea unui segment (sunet sau grup de sunete) de la începutul unui cuvânt. Exemple de afereze istorice sunt:
la  agnellus > ro  miel;
la  illum > fr  le (articol hotărât masculin singular);
la  hirundinem > it  rondine;
en  veche knee > en  modernă [ni:] „genunchi”, cu k păstrat de ortografie.
Ca fenomen sincronic, există cuvinte cu variante cu și fără afereză în limba standard:
fr  autobus → bus;
it  oscuro → scuro „întunecat”.
Sunt de asemenea cuvinte cu afereză nestandand, variante ale unor cuvinte fără afereză standard:
ro  astâmpăra → stâmpăra;
fr  américain → ricain „american”;
en  again  → ’gain „iarăși”;
hu  Jó estét! → Stét! „Bună seara!”.

### Sincopa
Pentru mai multe detalii, vedeți Sincopă (lingvistică).
Sincopa reduce cantitatea unor cuvinte prin căderea unui sunet sau a unui grup de sunete din interiorul lor. Uneori, sincopa ține de evoluția cuvintelor. De exemplu, în latina vulgară a avut loc, față de latina clasică, o sincopă ce a trecut în limbile romanice, cea a lui [i]: calidus > la  vulgară caldus > ro  cald, it  caldo, fr  chaud. În limba maghiară, o sincopă asemănătoare a avut loc în evoluția unor cuvinte împrumutate din slavă: malina > málna „zmeură”. Acestea sunt sincope din limbile standard respective.
Tot o sincopă standard, dar în plan sincronic, constă, în unele limbi, în alternanța vocală/zero în cursul declinării sau a conjugării. Astfel, în limbile din diasistemul slav de centru-sud (BCMS), prin sincopa vocalei [a] se diferențiază, de pildă, forma de genitiv singular de genitivul plural al substantivelor masculine care au acest [a] și la nominativ singular, ex. sr  borac „luptător” vs. borca „(al/a/ai/ale) luptătorului” vs. boraca „(al/a/ai/ale) luptătorilor”. În maghiară se întâlnește de asemenea acest tip de sincopă, ex. bokor „tufă” (nominativ singular) vs. bokrot (acuzativ singular).
În limbi în a căror ortografie predomină principiul etimologic, sunt sincope în limba vorbită față de cea scrisă. De pildă, în limba engleză, în cuvântul laboratory „laborator”, sincopa afectează două vocale diferite, din cauza locului diferit al accentului: laboratory [labˈorətrɪ] în engleza britanică, laboratory [ˈlabrətorɪ] în engleza americană.
Există și sincope nestandard, de exemplu:
ro  domnule → domle;
fr  Monsieur → M'sieur „domle”;
hu  sebességváltó „schimbător de viteză” → sebváltó.

### Apocopa
Pentru mai multe detalii, vedeți Apocopă.
Printr-o altă schimbare fonetică, apocopa, unele cuvinte se reduc prin căderea unui sunet sau a unui segment mai mare de la sfârșitul lor. Astfel a evoluat forma de infinitiv în limba română, prin căderea segmentului -re de la infinitivul latinesc: cantare > cânta. În limbi în a căror ortografie predomină principiul etimologic, aceasta păstrează segmente care au suferit apocopă în cursul istoriei limbii, ex. en  comb [kəʊm] „pieptăn”, fr  corps [kɔːr] „corp”.
Un procedeu de formare a cuvintelor prin apocopă este derivarea regresivă, prin suprimarea unui sufix. Exemple:
ro  a auzi > auz;
fr  attaquer „a ataca” > attaque „atac”;
hu  füttyent „a fluiera” > fütty „fluierat” (acțiunea).
Alte cuvinte s-au format prin apocopă din dorința de a face vorbirea mai fluentă. Unele au fost integrate în standard, ca fr  métropolitain > métro, cinématographe > cinéma, altele sunt nestandard, ex. ro  găzduiește → găzduie, tulajdonos → tulaj „proprietar”.
Sincopa și apocopa se pot combina în evoluția unor cuvinte, ex. la  vidēre > es  ver „a vedea”.

### Fuziuni de sunete și de cuvinte

#### Eliziunea
Pentru mai multe detalii, vedeți Eliziune.
Eliziunea, numită și elidare, constă în omiterea obligatorie sau facultativă a vocalei finale neaccentuate a unui cuvânt la întâlnirea cu alta, inițială a cuvântului următor, având ca rezultat fuzionarea celor două cuvinte în unul singur din punct de vedere fonetic. În română este marcată în scriere prin cratimă. O elidare obligatorie este cea a pronumelor neaccentuate, ex. m-am străduit, iar una facultativă cea a conjuncției că, în vorbirea rapidă: A zis c-a terminat lucrarea.
În limba franceză, eliziunea este mai frecventă decât în română, fiind marcată în scriere prin apostrof. De cele mai multe ori afectează cliticele terminate în -e [ə], ex. que: la personne qu’il a vue „persoana pe care a văzut-o”.
În limba italiană se elidează ocazional și cuvinte accentuate, ex. Santo Antonio → Sant’Antonio „Sfântul Anton”, Santa Agata → Sant’Agata „Sfânta Agata”.
În maghiară, eliziunea este numai ocazională, și afectează numai cuvinte accentuate, ex. Hála istennek! → Hál’istennek! „Slavă Domnului!”.

#### Sinereza
Pentru mai multe detalii, vedeți Sinereză.
Sinereza este o schimbare fonetică prin care două vocale din silabe învecinate fuzionează într-un diftong, formându-se astfel un singur cuvânt fonetic dacă are loc la contactul a două cuvinte. În funcție de limbă, poate fi obligatorie sau facultativă în aceleași cazuri, ori obligatorie în unele cazuri și facultativă în altele. Exemple:
ro  te-am întrebat (obligatorie), pe aici → pe-aici (facultativă);
fr  lion [ljɔ̃] „leu” (la Paris și în vestul Franței) vs. [liˈɔ̃] (în nordul, estul și sudul Franței, precum și în Belgia), variante acceptate de standard;
it  Laura [ˈlawra] (în Toscana și în Italia de Nord) vs. [ˈla.ura] (în Italia de Sud).

#### Coalescența
Alt tip de contragere fonetică este coalescența, o asimilare totală, prin care fuzionează sunete învecinate. Uneori se păstrează un singur sunet dintre ele, care se lungește. Exemple:
en  ten mice [ˈtemːaɪs] „zece șoareci”;
hu  község [ˈkøʃːeːg] „comună” (substantiv).
Alteori se formează un sunet diferit de ambele, cu trăsături din ambele:
ro  cât să [kɨt͡ːə];
en  don’t you [dəʊntʃʊ] „tu să nu”;
hu  kertje [ˈkɛrcɛ] „grădina sa”.
Asemănătoare cu tipul precedent este reducerea diftongilor și a triftongilor la o singură vocală, mai ales ca fenomen diacronic:
la  aurum > it  oro „aur” > fr  or;
la  aqua > fr  veche eaue [e̯au̯ə] > fr  modernă eau [o];
limba gotică maiza > en  veche māra > en  modernă more „mai mult”.
Una din două vocale alăturate poate cădea după ce au format un diftong, ex. ro  standard căuta [kə.uˈta] > [kəwˈta] > regional căta.

#### Alte cazuri de fuziune
Alt tip de contragere fonetică este fuziunea a două cuvinte prin schimbări fonetice altele decât cele prezentate mai sus. În engleză există cuvinte fuzionate facultativ pentru fluidizarea vorbirii, ca I have → I’ve „am”, I have not → I haven’t „n-am” etc..
În franceză, asemenea fuziuni au avut loc în istoria limbii între unele prepoziții și unele articole. Acestea sunt în general obligatorii: à + le → au (appeler au secours „a striga după ajutor”), de + le → du (le repas du soir „masa de seară”), etc..

## Fenomene gramaticale

### Contrageri morfologice
Fuziuni de cuvinte au avut loc și în evoluția unor forme gramaticale, de pildă în cea a viitorului simplu și a condiționalului prezent din franceză, cu verbul auxiliar habere „a avea”: la  cantare habeo „am de cântat” > *cantaráio > chanterai „voi cânta”, cantare habebam „aveam de cântat” > *cantaravéa > *cantaréa > fr  veche chantereie > chanteroie > fr  modernă chanterais „aș cânta”.
Alt tip de contragere morfologică este elipsa unei părți a unei forme verbale compuse, pentru evitarea repetării sale. Se poate omite, pe de o parte, verbul auxiliar: ro  Au cântat și [au] dansat toată noaptea. Pe de altă parte, se întâlnește omiterea verbului cu sens lexical. În engleză, această elipsă este curentă: The janitor must remove the trash whenever it is apparent that it should be [removed] „Omul de serviciu trebuie să ridice gunoiul de fiecare dată când este clar că ar trebui să fie ridicat. În registrul de limbă familiar al limbii române este posibilă o asemenea elipsă în dialoguri: – Ai înțeles? – Am.

### Contrageri sintactice

#### Elipsa
Pentru mai multe detalii, vedeți Elipsă (lingvistică).
Elipsa este și un fenomen de contragere sintactic. Uneori, prin omiterea unui cuvânt sau de cuvinte dintr-o sintagmă ori dintr-un cuvânt compus rezultă un cuvânt care preia sensul întregii sintagme și ajunge să fie folosit fără restul acesteia. Exemple:
ro  pătlăgea vânătă > vânătă;
fr  un bureau de tabac „un debit de tutun” > un tabac;
ru  имя прилагательное imia prilagatel'noe literal „nume de adăugat” > прилагательное prilagatel'noe „adjectiv”;
hu  mobiltelefon „telefon mobil” > mobil.
O propoziție sau o frază poate fi contrasă prin omiterea uneia sau alteia dintre părțile de propoziție, respectiv a unor cuvinte gramaticale.
În limbile în care subiectul poate fi exprimat, cel puțin la anumite forme modale și temporale, numai prin desinențele verbului, subiectul exprimat prin cuvânt aparte se omite nu numai la imperativ, ci în general și atunci când persoana gramaticală nu este scoasă în evidență: ro  [Noi] mergem la plimbare.
Și în limbi în care subiectul trebuie în general exprimat prin cuvânt aparte, precum franceza, pronumele personal subiect este uneori omis pentru eliminarea redundanței, când sunt juxtapuse mai multe propoziții cu același subiect: II court, [il] saute, [il] trépigne, [il] hurle „(El) aleargă, sare, se agită, urlă”.
Subiectul poate lipsi și când elipsa este permisă de situația de comunicare. De pildă, când participanții la comunicare sunt într-o gară și așteaptă un tren, un vorbitor poate spune destinatarului comunicării ru  Вот идёт Vot idiot „Vine” în loc de Вот идёт поезд Vot idiot poezd „Vine trenul”.
Predicatul verbal sau nominal poate fi de asemenea omis pentru evitarea redundanței:
fr  La plus âgée avait peut-être huit ans, la plus jeune six ans „Cea mai în vârstă avea poate opt ani, cea mai tânără șase ani” (Guy de Maupassant).
en  Caroline plays the flute and Louise [plays] the piano „Caroline cântă la flaut, iar Louise [cântă] la pian”;
În maghiară se poate omite prima ocurență a predicatului nominal: A könyv nagyon [unalmas volt], a levél viszont csak kissé unalmas volt lit. „Cartea foarte, însă scrisoarea a fost doar puțin plictisitoare”.
Uneori se omite numai o parte din predicatul nominal:
- numele predicativ: ro  El este trist, iar ea o să fie [tristă][57];
- verbul copulativ: fr  Tu seras dame, et moi [je serai] comte „Tu vei fi doamnă, iar eu [voi fi] conte” (Victor Hugo)[54].

Mai pot fi omise:
- un complement care se subînțelege: ro  Azi am pictat [un tablou][58];
- atributul adjectival: unde nu dă o căldură [grozavă] ca aceea (Ion Creangă)[58];
- substantivul determinat de un atribut: le plus beau [tango] de tous les tangos du monde „cel mai frumos [tangou] dintre toate tangourile din lume”[59];
- o conjuncție care se repetă: ro  I-am spus că plec, dar [că] mă întorc repede[60];
- în unele limbi, facultativ, conjuncția echivalentă lui „că”, chiar dacă nu se repetă: hu  Úgy hallottam, (hogy) már lehet a piacon kapni cseresznyét „Am auzit că se găsesc deja cireșe la piață”[61];
- în română, o parte dintr-o locuțiune prepozițională sau întreaga locuțiune: în afară de mine și [de] tine, în afara mea și a [în afara] ta[62];
- în franceză, prepoziția din unele complemente circumstanțiale: [à] la veille du débarquement „în ajunul debarcării”[63];
- în maghiară, o postpoziție (echivalenta prepoziției) la prima sa ocurență: Anna a könyv [alatt], Péter pedig a levél alatt talált egy kulcsot „Anna [sub] carte, iar Péter sub scrisoare a găsit o cheie”[56].

Poate lipsi și o propoziție întreagă sau aproape întreagă dintr-o frază ori un dialog:
ro  [Ce bine ar fi] de-aș ajunge mai degrabă la târg, zise Prepeleac (Creangă);
en  This problem was to have been looked into, but obviously nobody did [look into this problem] „Problema aceasta ar fi trebuit să fie studiată, dar, după cum se vede, nimeni nu a făcut-o” (lit. „... nimeni nu a [studiat această problemă]”);
ru  – Вы очень изменились. – Разве [мы очень изменились]? – Vî ocen' izmenilis'. – Razve [mî ocen' izmenilis'] „– V-ați schimbat foarte mult. – Oare [ne-am schimbat foarte mult]?”.
Un tip aparte de elipsă a unei propoziții este cea numită „suspendare”, cu valoare stilistică, expresivă, de exemplu pentru a exprima o amenințare relativ atenuată: fr  Si tu continues à m'agacer... ! „Dacă mă mai enervezi...!”.

#### Alte moduri de contragere sintactică
Alt procedeu de contragere sintactică este reducerea a două propoziții ale unei fraze la una singură. Astfel se produc sinonime sintactice.
Un mod de a se realiza aceasta este înlocuirea modului predicativ al verbului cu unul nepredicativ:
- cu participiul:ro  Cartea pe care am citit-o în tren mi-a plăcut → Cartea citită în tren mi-a plăcut[64];
- cu gerunziul:

ro  Pentru că nu l-am întâlnit, nu i-am dat scrisoarea → Neîntâlnindu-l, nu i-am dat scrisoarea;
fr  Elle aime travailler pendant qu'elle écoute de la musique „(Ei) îi place să lucreze în timp ce ascultă muzică” → Elle aime travailler en écoutant de la musique „Îi place să lucreze ascultând muzică”;
ru  Он смотрел на меня и улыбался On smotrel na menia i ulîbalsia „El se uita la mine și zâmbea” → Он смотрел на меня улыбаясь On smotrel na menia ulîbaias' „El se uita la mine zâmbind”;
- cu infinitivul:

ro  Să citești cărți bune e o plăcere → A citi cărți bune e o plăcere;
fr  J'espère que je partirai demain → J'espère partir demain „Sper că voi pleca/să plec mâine”;
ru  Мне страшно, когда я смотрю на него Mne strașno, kogda ia smotriu na nevo „Mi-e groază când mă uit la el” → Мне страшно смотреть на него Mne strașno smotret' na nevo „Mi-e groază uitându-mă la el”.
Alt mod este folosirea unui substantiv derivat din predicatul unei propoziții în locul predicatului acesteia:
ro  Cine câștigă întrecerea va căpăta un premiu → Câștigătorul întrecerii va căpăta un premiu.
Un al treilea mod este reducerea uneia din propoziții la un substantiv sau adjectiv din aceasta, care devine element predicativ suplimentar în propoziția rezultată:
ro  Ea trece printre ei și nu este tulburată → Ea trece printre ei netulburată;
fr  J'ai connu votre sœur quand elle était petite fille „Am cunoscut-o pe sora dumneavoastră când era fetiță” → J'ai connu votre sœur petite fille „Am cunoscut-o pe sora dumneavoastră fetiță”;
ru  Он вернулся и был офицером On vernulsia i bîl ofițerom „El s-a întors și era ofițer” → Он вернулся офицером On vernulsia ofițerom „El s-a întors ofițer”.